# Podiachie
Un Podiachi (ruso: Подьячий; plural: Подьячие, Podiachie; del griego hypodiakonos, "asistente".) era un cargo burocrático de oficina en los prikaz (oficinas gubernamentales locales superiores) y en las inferiores, así como en las centrales. Bajo la dirección del diak el podiachi desarrollaba el trabajo administrativo básico. 
Fue el nivel más bajo del funcionariado administrativo del Principado de Moscú desde el siglo XVI hasta principios del siglo XVIII.

## Funciones y categorías
Su función inicial, junto con el diak, fue la recaudación de impuestos para el tesoro real. 
Se clasificaban en “Veteranos” (starshi), “Medios” (sredini) o “Noveles” (mladshi).  Con frecuencia controlaban la actividad del diak, así como participaban en la elección del diak sucesor, siendo frecuente el ascenso del podiachi al rango de diak. A los podiachie dedicados al control, se los llamó "podiachie con sello" ("с приписью" - s prípisiu). Los horarios de trabajo eran de la madrugada a bien entrada la noche, y los errores eran corregidos con castigos corporales. Los primeros podiachie fueron seleccionados por su buena caligrafía, redacción y rapidez de escritura. Un podiachi "veterano" era consejero de un diak.

## Historia y evolución
El conde Kotoshijin ordenó su presencia en Moscú y en ciudades de más de 1000 habitantes. A partir de 1641, solo podían entrar funcionarios inferiores, lo que en la práctica convirtió el cargo en hereditario.
En los libros de los boyardos de 1697 están documentadas órdenes de pago de salarios de entre 37 y 60 rublos.   Aparte del salario, recibían prebendas o regalos por la ejecución de sus funciones, a pesar de la estricta prohibición gubernamental. En la segunda década del siglo XVIII, sus funciones fueron asumidas por los “kantselaristy” (канцеляристы – registradores), los “podkantselaristy” (подканцеляристы – sub-registradores) y “copisty” (копиисты – copistas),  aunque en lenguaje coloquial se los continuó llamando “podiachie” hasta el siglo XIX.